# Achrysocharoides guizoti
Achrysocharoides guizoti är en stekelart som beskrevs av Girault 1917. Achrysocharoides guizoti ingår i släktet Achrysocharoides och familjen finglanssteklar. Inga underarter finns listade i Catalogue of Life.